# Ley habilitante en Venezuela

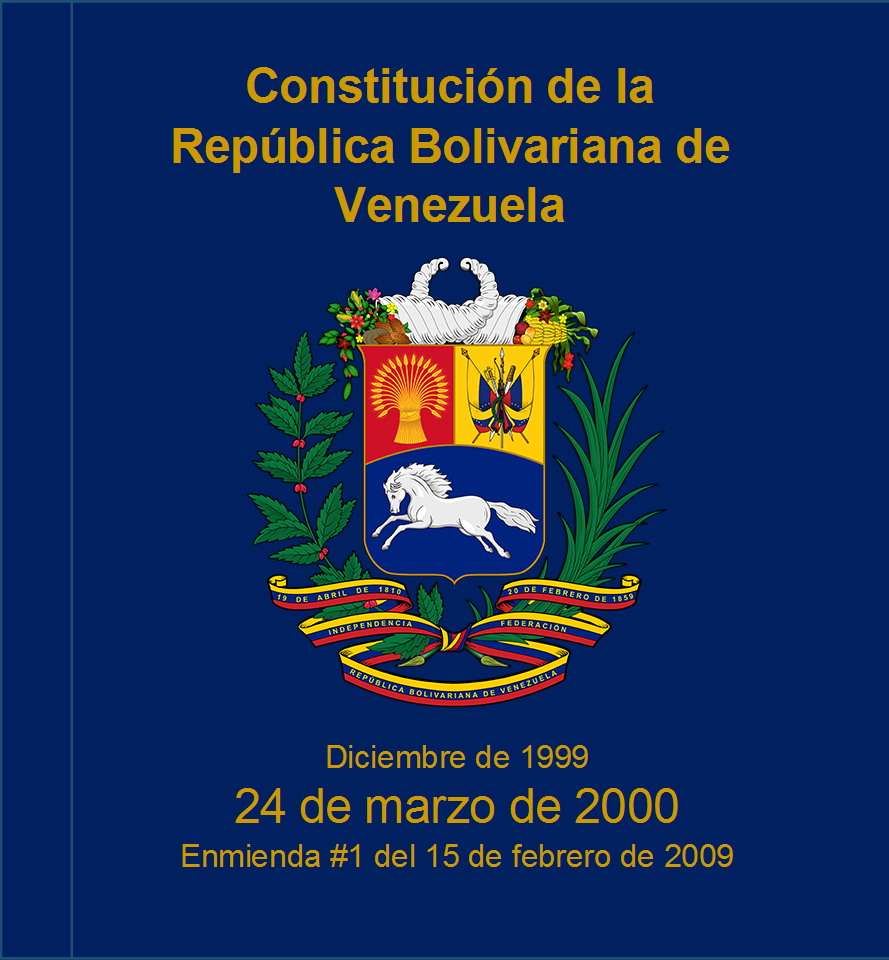
Constitución de Venezuela.

La figura de la ley habilitante en Venezuela se encuentra establecida en el artículo 203 de la constitución de 1999.Este tipo de ley tiene por objeto delegar un conjunto de materias para que sean legisladas por el presidente de la República en Consejo de Ministros. A través de esta ley la Asamblea Nacional cede al presidente su atribución principal que es la de dictar leyes por un periodo determinado.  La actual Ley habilitante se ha otorgado a Hugo Chávez (2000, 2007, 2010) y a Nicolás Maduro (2013, 2015). Ha sido criticada por el abuso de su aplicación y de su extensión en el tiempo quitándole funciones a la Asamblea Nacional y allanando el camino a una autocracia.
En la constitución de 1961 existía la Ley Especial como figura más limitada que solo permitía tomar medidas de emergencia en el área económica o financiera. Las mismas les fueron otorgadas a Rómulo Betancourt (1959), Carlos Andrés Pérez (1974), Jaime Lusinchi (1984), Ramón José Velásquez (1993), Rafael Caldera (1994), y a Hugo Chávez en 1999.

## Historia

### Bipartidismo
El 31 de mayo de 1974 el Congreso Nacional aprueba una Ley Especial para el presidente Carlos Andrés Pérez que le permitía «dictar medidas extraordinarias en materia económica y financiera». Pérez realizó más de 3000 decretos con las atribuciones otorgadas. El Congreso Nacional también le confirió una Ley Especial a Ramón José Velásquez e implementó el Impuesto al valor agregado entre sus medidas gubernamentales.

### Primer período presidencial de Hugo Chávez
El 23 de abril de 1999 el presidente Hugo Chávez introdujo una solicitud de ley Especial Habilitante ante el Congreso. Veinticuatro horas después, la Cámara de Diputados en pleno aprobaron dicha petición y en Gaceta Oficial N° 36687 del lunes 26 de abril de 1999 se le facultó a legislar en el ámbito financiero y tributario, dando como resultado la transformación de dos tributos (Impuesto al Valor Agregado y Débito Bancario) y una reforma a la Ley de Impuesto Sobre La Renta. El Decreto emitido por el Congreso de la República llevó por título Ley Orgánica que autoriza al Presidente de la República para dictar medidas Extraordinarias en materia económica y financiera requeridas por el interés público.

## Reforma de la nueva Ley habilitante (2000)
El 14 de noviembre de 2000 la nueva Asamblea Nacional aprobó y en Gaceta Oficial N° 37076 y corregida en la N° 37077, una ley similar que le permitió legislar por un año sobre asuntos relacionados con la economía, la reorganización de ministerios y crimen. Chávez no utilizó esta habilitante hasta varios meses después, y poco antes de su expiración, el 13 de noviembre de 2001 es cuando aprobó las 49 leyes rápidamente, muchas de las cuales fueron controversiales. Entre las leyes más polémicas se encontraban la Ley Orgánica de Hidrocarburos que incrementaba al 30% la tributación de las transnacionales en las actividades de extracción petrolífera, y fijaba en el 51% la participación mínima del Estado en sociedades mixtas, la Ley de Pesca que imponía fuertes restricciones a la pesca de arrastre y comercial en beneficio de los pescadores artesanales y la Ley de Tierras y Desarrollo Agrario que permitía expropiar latifundios y beneficiaba a los campesinos que buscaban cultivar pequeñas extensiones de tierra. 
Varios aliados del presidente Chávez, como Luis Miquilena y algunos de sus seguidores, retiraron el apoyo al presidente Chávez y paulatinamente se pasaron a la oposición. Posteriormente se conoció que la principal razón de su retiro fue la negativa del presidente Chávez a dar marcha atrás a dichas leyes. Las leyes generaron un fuerte rechazo por parte del sector empresarial y la clase media. Estos consideraron antidemocrática la actitud del gobierno de Chávez, y anticonstitucional dicho paquete legislativo. Por esta razón, la patronal Fedecámaras convocó un paro nacional de 12 horas para el día 10 de diciembre de 2001, acción que fue respaldada por la Confederación de Trabajadores de Venezuela (CTV) principal sindicato obrero del país. A partir de ese momento, muchos dirigentes de la oposición pidieron la renuncia de Chávez, petición siempre rechazada por él.
El artículo 9 del Acta de Constitución del Gobierno de Transición Democrática y Unidad Nacional, también conocido como el «Decreto Carmona» o simplemente como «el Carmonazo», dictado después del golpe de Estado de 2002, contempló la derogación de las leyes habilitantes decretadas por Chávez:

- Artículo 9°: Se derogan 48 decretos-Leyes hechos sobre la base de la Ley Habilitante que aprobó la Asamblea Nacional en 2000, una comisión nombrada por el nuevo gobierno revisaría las nuevas leyes.

Decreto Carmona

### Tercer período presidencial de Hugo Chávez
El 18 de enero de 2007, la Asamblea Nacional comenzó a discutir la propuesta de ley habilitante que otorga al poder ejecutivo, la cual concedió facultades a Chávez por 18 meses de legislar sobre ámbitos específicos económicos, sociales, territoriales, científicos y de defensa, al igual que control sobre transporte, regulaciones de participación popular y reglas para gobernar en instituciones estatales. Fue impresa en la Gaceta Oficial extraordinaria N° 6009 El 22 de febrero de 2010 Chávez decretó en la Ley Orgánica del Consejo Federal de Gobierno, el cual es un organismo compuesto por los poderes municipales, estadales y nacionales de Venezuela y cuyo objeto es profundizar el proceso descentralizador del Estado. El mismo año crearon las Milicias Bolivarianas mediante decreto de ley habilitante, un cuerpo de milicias compuesto por civiles que sirven como complemento de la Fuerza Armada Nacional Bolivariana (FANB).
El 17 de diciembre de 2010 la Asamblea vuelve a aprobar una ley habilitante para el presidente Chávez.

### Presidencia de Nicolás Maduro
En noviembre de 2013, la plenaria de la Asamblea Nacional aprobó por mayoría simple el levantamiento de la inmunidad parlamentaria de la diputada María Mercedes Aranguren, luego que el Tribunal Supremo de Justicia decidiera que había mérito para su enjuiciamiento por la presunta comisión de los delitos de peculado doloso propio, asociación para delinquir y legitimación de capitales. En sustitución de la diputada Aranguren fue incorporado su suplente, Carlos Flores del PSUV, lo que permitió que la bancada socialista alcanzara la mayoría calificada de 99 diputados, necesaria para aprobar la Ley Habilitante solicitada por el presidente Nicolás Maduro. Seis meses después de ser elegido, el presidente Maduro gobernó con ley habilitante en dos oportunidades: desde el 19 de noviembre de 2013 hasta 19 de noviembre de 2014 y desde el 15 de marzo de 2015 hasta el 31 de diciembre de 2015, tras la aprobación por parte de la Asamblea Nacional de su solicitud a través de la Ley Habilitante. El 13 de octubre de 2013, Maduro solicitó una ley habilitante para aprobar leyes con el fin de luchar contra la corrupción fue impresa en la Gaceta Oficial N°40297 y también para enfrentar lo que denominó como «guerra económica». El 19 de noviembre de 2013, la Asamblea Nacional concedió a Maduro el poder de aprobar leyes hasta el 19 de noviembre de 2014. El 10 de marzo de 2015, Maduro solicitó otra habilitante en una segunda oportunidad, un tiempo después de las sanciones impuestas por los Estados Unidos a siete funcionarios del gobierno venezolano. La Ley Habilitante se utilizará para enfrentar lo que Maduro llamó «la agresión del país más poderoso el mundo, los Estados Unidos». Días después, el 15 de marzo de 2015, la Asamblea Nacional otorgó el poder a Maduro para dictar decretos ley hasta el 31 de diciembre de 2015. promulgada en la Gaceta Oficial N°40621

## Síntesis
| tipo de ley         | Fecha de inicio         | Vigencia | Fecha de finalización   | Gaceta Oficial                   | Constitución | Presidente     |
| Ley Especial        | 26 de abril de 1999     | 180 días | 25 de octubre de 1999   | Gaceta Oficial N° 36687          | 1961         | Hugo Chávez    |
| 1.ª Ley Habilitante | 14 de noviembre de 2000 | 360 días | 13 de noviembre de 2001 | Gaceta Oficial N° 37076          | 1999         | Hugo Chávez    |
| 2.ª Ley Habilitante | 18 de enero de 2007     | 540 días | 17 de julio de 2008     | Gaceta Oficial N° 38606          | 1999         | Hugo Chávez    |
| 3.ª Ley Habilitante | 17 de diciembre de 2010 | 540 días | 17 de junio de 2012     | Gaceta Oficial N°39576 y N° 6009 | 1999         | Hugo Chávez    |
| 4.ª Ley Habilitante | 19 de noviembre de 2013 | 360 días | 19 de noviembre de 2014 | Gaceta Oficial N°40297           | 1999         | Nicolás Maduro |
| 5.ª Ley Habilitante | 15 de marzo de 2015     | 285 días | 31 de diciembre de 2015 | Gaceta Oficial N°40621           | 1999         | Nicolás Maduro |